# 우간다 대통령
우간다의 대통령은 우간다의 최고 지도자이다. 우간다는 대통령제 공화국이며 대통령은 국가 원수, 행정부 수반, 군최고사령관의 지위를 갖는다. 1967년 10월 9일에 신헌법이 실시되면서 이전의 군주제에서 대통령을 중심으로 하는 공화국으로 변경하였다. 2005년 7월에 대통령의 3선 허용과 다당제 채택을 골자로 하는 개헌이 이루어졌다.
1996년에 최초로 대통령 직선제가 실시되었으며 이전까지는 선거를 거치지 않은 채 대통령에 올랐다.
대통령은 임기 5년으로 2005년에 연임 횟수 제한이 폐지되었다.

## 우간다의 대통령 목록
| 번 | 대       | 사진            | 이름                                                         | 임기             | 임기                             | 선출 방식 또는 직책             | 정당               |
| 번 | 대       | 사진            | 이름                                                         | 취임일           | 퇴임일                           | 선출 방식 또는 직책             | 정당               |
| -- | -------- | --------------- | ------------------------------------------------------------ | ---------------- | -------------------------------- | ------------------------------- | ------------------ |
| 1  | 1        |                 | 무테사 2세 (1924.11.19 ~ 1969.11.21) Mutesa Ⅱ                | 1963년 10월 9일  | 1966년 3월 2일                   |                                 | 카바카 옛카        |
| 2  | 2 (종신) |                 | 밀턴 오보테 (1924.12.28 ~ 2005.10.10) Milton Obote           | 1966년 4월 15일  | 1971년 1월 25일                  | 1966년 - 군사 쿠데타            | 우간다인민회의     |
| 3  | 3        |                 | 이디 아민 (1928.5.27 ~ 2003.8.16) Idi Amin                   | 1971년 1월 25일  | 1976년 6월 25일                  | 1971년 - 군사 쿠데타            | 군사 정부          |
| 3  | 4 (종신) | 1976년 6월 25일 | 이디 아민 (1928.5.27 ~ 2003.8.16) Idi Amin                   | 1979년 4월 11일  | 1976년 - 군부 추대               |                                 | 군사 정부          |
| 4  | 5        |                 | 유수프 룰레 (1912.4.10 ~ 1985.1.21) Yusuf Lule               | 1979년 4월 13일  | 1979년 6월 20일                  |                                 | 우간다민족해방전선 |
| 5  | 6        |                 | 고드프리 비나이사 (1920.5.30 ~ 2010.8.5) Godfrey Binaisa     | 1979년 6월 20일  | 1980년 5월 12일                  | 1979년 - 30인국민협의회 선출    | 우간다민족해방전선 |
| -  | -        |                 | 파울로 무왕가 (1920.5.30 ~ 2010.8.5) Paulo Muwanga           | 1980년 5월 12일  | 1980년 5월 22일                  | 군사위원회 위원장               | 우간다민족해방전선 |
| -  | -        |                 | 대통령위원회                                                 | 1980년 5월 22일  | 1980년 12월 15일                 |                                 |                    |
| 6  | 7        |                 | 밀턴 오보테 (1924.12.28 ~ 2005.10.10) Milton Obote           | 1980년 12월 17일 | 1985년 7월 27일                  | 1980년 총선 - 47.1% 1,963,679표 | 우간다인민회의     |
| -  | -        |                 | 바질리오 올라라오켈로 (1929 ~ 1990.1.9) Bazilio Olara-Okello | 1985년 7월 27일  | 1985년 7월 29일                  | 군사의회 의장                   | 군사 정부          |
| 7  | -        |                 | 티토 오켈로 (1914 ~ 1996) Tito Okello                        | 1985년 7월 29일  | 1986년 1월 26일                  | 국가원수 겸 군사의회 의장       | 군사 정부          |
| 8  | -        |                 | 요웨리 무세베니 (1944.8.15 ~ ) Yoweri Museveni               | 1986년 1월 26일  | 1986년 1월 29일                  | 요웨리무세베니국민저항군 사령관 | 군사 정부          |
| 8  | 8        | 1986년 1월 29일 | 요웨리 무세베니 (1944.8.15 ~ ) Yoweri Museveni               | 1996년 5월 12일  |                                  |                                 |                    |
| 8  | 9        | 1996년 5월 12일 | 요웨리 무세베니 (1944.8.15 ~ ) Yoweri Museveni               | 2001년 5월 12일  | 1996년 대선 - 74.2% 4,428,119표  | 국가저항운동                    |                    |
| 8  | 10       | 2001년 5월 12일 | 요웨리 무세베니 (1944.8.15 ~ ) Yoweri Museveni               | 2006년 5월 12일  | 2001년 대선 - 69.33% 5,123,360표 | 국가저항운동                    |                    |
| 8  | 11       | 2006년 5월 12일 | 요웨리 무세베니 (1944.8.15 ~ ) Yoweri Museveni               | 2011년 5월 12일  | 2006년 대선 - 59.26% 4,109,449표 | 국가저항운동                    |                    |
| 8  | 12       | 2011년 5월 12일 | 요웨리 무세베니 (1944.8.15 ~ ) Yoweri Museveni               | 2016년 5월 12일  | 2011년 대선 - 68.38% 5,428,368표 | 국가저항운동                    |                    |
| 8  | 13       | 2016년 5월 12일 | 요웨리 무세베니 (1944.8.15 ~ ) Yoweri Museveni               | 2021년 1월 29일  | 2016년 대선 - 60.62% 5,971,872표 | 국가저항운동                    |                    |
| 8  | 14       | 2021년 1월 29일 | 요웨리 무세베니 (1944.8.15 ~ ) Yoweri Museveni               | 현재             | 2021년 대선 - 58.38% 6,042,898표 | 국가저항운동                    |                    |